# Дон Блек
Стивън Доналд Блек или Дон Блек е американски бял националист, основател на интернет форума „Stormfront“. От 1970-те години е член на Ку-клукс-клан и Американската нацистка партия. През 1981 година е съден от американците в опит за въоръжено сваляне от власт на правителството в Доминика.

## Биография

### Ранни години
Дон Блек е роден на 28 юли 1953 година в град Атънс, щата Алабама, САЩ. Става бял активист от ранна възраст, когато започва да разпространява в гимназията расистките вестници „White Power“ и „Thunderbolt“, което довежда до решение от страна на местното училищно настоятелство за забрана на разпространението на политическа литература.

### ККК и Операция Червено куче
Блек се присъединява към рицарите на Ку-клукс-клан през 1975 година, след една година поема лидерството на организацията в Алабама, и се премества в Бирмингам. След оставката на Дейвид Дюк през 1978 година става един от лидерите на организацията. През 1979 година се кандидатира за кмет на Бирмингам, на които получава около 2 % от гласовете.
На 27 април 1981 година Дон Блек и девет други съмишленици, свързани с ККК, са арестувани в Ню Орлиънс, при опит да се качат на танкер с оръжия и боеприпаси, и да нахлуят и извършат преврат на остров Доминика, чиято операция е наречена „Червено куче“. Блек е осъден на 3 години затвор, и пуснат на свобода на 15 ноември 1984 година. По време на престоя си във федералния затвор Дон Блек взима уроци по програмиране, което го подтиква да се основе Stormfront в интернет години по-късно.

### Stormfront
Дон Блек създава интернет форума „Stormfront“ през 1995 година. В него се популяризират се изказвания на Уилям Пиърс и Дейвид Дюк, както и произведения от Института за исторически преглед.